# Holzmühle (Weitersfeld)
Die Holzmühle in Weitersfeld im niederösterreichischen Waldviertel lag südöstlich von Sallapulka am Zusammenfluss von Steinhölzlbach und Aubach, den beiden Quellbächen des Pulkau-Zuflusses Therasburger Bach.

## Beschreibung
Die Mühle lag rechtsseitig am Therasburger Bach und wurde aus zwei Teichen, die sich knapp oberhalb des Zusammenflusses befanden, gespeist. Die Holzmühle bestand aus einem Mühlengebäude mit integriertem Wohnhaus, wurde vor 1700 errichtet und befand sich seit damals in Familienbesitz. Erstmals urkundlich erwähnt wurde die Mühle im Jahr 1406, als Stephan der Gewer eine Wiese oberhalb der muell vnder dem holcz zw Salapulka (oberhalb der Mühle unter dem Holz zu Sallapulka) dem Stift Herzogenburg stiftete. Bis 1934 war sie als Getreidemühle in Betrieb und bis 1955 als Schrotmühle in Verwendung. Das Gebäude wurde noch bis 1958 bewohnt und danach aufgegeben, sodass heute nurmehr aufragende Mauern sichtbar sind. An der ehemaligen Holzmühle vorüber führt heute der Wanderweg Biriweg, der früher die Verbindung von Heinrichsdorf nach Maria im Gebirge darstellte und beim Biribründl endet. Der Weg überquert den Therasburger Bach bei der Mühle mit einer hölzernen Brücke.
Die k.k. statistische Central-Commission wies die Holzmühle 1883 als zum Dorf Sallpulka in der damals noch selbstständigen Gemeinde Sallapulka gehörendes Einzelhaus aus, nennt aber keine eigenen Einwohnerzahlen.